# 404 (película)
404 es una película de suspenso psicológico india de 2011, dirigida por Prawaal Raman, protagonizada por Imaad Shah, Nishikant Kamat y Rajvvir Aroraa en los papeles principales. La película es una lucha entre lo que sabemos que existe o lo que vemos que existe acerca de lo que nunca supimos. Producida por  Imagik Media Private Ltd. (Nameeta Nair) Banner.

## Argumento
El profesor Anirudh (Nishikant Kamat) cree firmemente en la ciencia y para él las cosas que no tienen explicación científica no existen. Se rumorea que una habitación de su Institución Médica (la habitación con el número 404) esta embrujada por el fantasma de un estudiante que anteriormente se había quedado en esa habitación y se había suicidado allí, cosa que el no cree. El estudiante racional Abhimanyu (Rajvvir Aroraa) ocupa esa habitación y entonces comienza la historia. Abhimanyu experimenta sensaciones inusuales y ahora tiene que elegir entre qué creer y qué no. A pesar de las pruebas que sugieren una explicación racional a los eventos físicos que siguen hasta el clímax, la película se cierra de manera abierta, dejando una explicación sobrenatural igualmente probable.

## Reparto
- Imaad Shah es Chris.
- Nishikant Kamat es el profesor Anirudh.
- Rajvvir Aroraa es Abhimanyu.
- Satish Kaushik es el profesor Vaidya.
- Tisca Chopra es el doctor Mira.
- Baby Sarah
- Prabhat Raghunandan es Mustafa.
- Meenakshi Thapar

## Crítica
La película recibió 4/5 estrellas en The Times of India. Taran Adarsh comenta que se trata de un nuevo thriller con un guion tajante, remachando la dirección y felicitando la ejecución. Dainik Bhaskar le dio 4,5/5 estrellas diciendo (en realidad en hindi) que «si no eres un tonto... no te pierdas la película.» El Sr. Omar de 'The Omar review show' que aparece en Zoom TV le dio un 4.5/5 diciendo que «si usted está teniendo planes para ver una película india en el sentido de mejor que las de Hollywood, mira esta.» Taran Adarsh le dio 5/5 estrellas diciendo: «No sabemos si a los indios les gusta este tipo de película o no, pero a Estados Unidos le encanta esto, a pesar de que no es bien vista en Estados Unidos (por ser una película que no es de su país). Entonces también si algún estadounidense lo vería pensará que Hollywood no es nada delante de Bollywood.»